# Feleknas Uca
Feleknas Uca, född 17 september 1976 i Celle, är en tysk politiker inom vänsterpartiet Die Linke. Hon har kurdisk bakgrund. Uca blev invald i Europaparlamentet 1999 och var europaparlamentariker till 2009.